# The Brig (Lost)
The Brig este un episod al serialului de televiziune Lost, sezonul 3.